# Мориваки, Ясухико
Ясухико Мориваки (яп. 森脇 保彦; род. 7 мая 1952) — японский дзюдоист, чемпион и призёр чемпионатов Японии и мира.

## Карьера
Выступал в суперлёгкой весовой категории (до 60 кг). Чемпион (1977 и 1980 годы), серебряный (1975, 1976, 1978) и бронзовый (1979, 1981) призёр чемпионатов Японии. Победитель и призёр международных турниров. В 1974 году стал чемпионом мира среди студентов. В 1978 и 1981 года становился серебряным призёром международных турниров памяти Дзигоро Кано в Токио. В 1983 году стал бронзовым призёром чемпионата мира в Париже, а через два года на чемпионате в Маастрихте выиграл чемпионский титул.